# Peaceforce
|  | Denne artikel er oprettet af botten PalnaBot ud fra en ekstern database. Den kan derfor have sproglige fejl eller mangler. Denne skabelon kan fjernes efter kontrol af indholdet. |

Peaceforce er en kortfilm instrueret af Peter Gornstein efter manuskript af David Sandreuter.

## Handling
I år 2032 er Danmark reduceret til et dystopisk landskab af murbrokker. Engelsk er nu hovedsproget og de hedengangne regioner er erstattet af militærzoner, hvor vold og uroligheder er en fast del af hverdagen for de patruljerende militærenheder. Den forhutlede repræsentant for folkerådet fra det Ydre Distrikt beder om hjælp på det overrendte militære hovedkvarter, idet hans folk terroriseres af en rabiat elefant. Den unge, retskafne soldat AHT 43162 insisterer på, at Peaceforce gør noget ved sagen, og melder sig frivilligt til sin første feltmission for at klare opgaven. Men er repræsentanten til at stole på?